# Tour de France 2025/9. Etappe
Die 9. Etappe der Tour de France 2025 fand am 13. Juli 2025 statt und führte die 112. Austragung des französischen Etappenrennens in Richtung Süden. Von Chinon ging es über 174,1 flache Kilometer nach Châteauroux. Nach der Zielankunft hatten die Fahrer insgesamt 1523,5 Kilometer absolviert, was 45,63 % der Gesamtdistanz entsprach.

## Streckenführung
Der neutralisierte Start erfolgte in Chinon, ehe die Vienne über die Pont Routier de Chinon gequert wurde. Das Rennen wurde in der Gemeinde Anché auf der D749 freigegeben.
Nach dem offiziellen Start führte die Strecke über Richelieu ins südliche La Belle Indienne, wo nach 24,2 Kilometern der Zwischensprint erfolgte. Weiters ging es über Châtellerault, La Roche-Posay, Preuilly-sur-Claise, Martizay und Mézières-en-Brenne in Richtung Westen, ehe der Zielort Châteauroux über Buzançais, Saint-Lactencin, Villedieu-sur-Indre, Villegongis und Vineuil erreicht wurde.
Die Einfahrt nach Châteauroux erfolgte über die D956 und Avenue de Blois, ehe die Indre über eine Brücke der Avenue Jacques Chirac gequert wurde. Im Finale ging es auf der Avenue Charles de Gaulle und dem Boulevard de Cluis zur Avenue de La Châtre, auf der sich das Ziel neben dem Stade Gaston Petit befand. Die letzte Kurve wurde rund 1400 Meter vor dem Ziel durchfahren.
|                       | Ort               | Kilometer |
| --------------------- | ----------------- | --------- |
| neutralisierter Start | Chinon            |           |
| offizieller Start     | Anché (D749)      | 0         |
| Zwischensprint        | La Belle Indienne | 24,2      |
| Ziel                  | Châteauroux       | 174,1     |

## Ergebnis
| \| Etappenergebnis \| Etappenergebnis \| Etappenergebnis \| Etappenergebnis \| Etappenergebnis \| \| Fahrer \| Fahrer \| Land \| Team \| Zeit \| \| --------------- \| ------------------------ \| --------------- \| ----------------------- \| --------------- \| \| 1. \| Tim Merlier \| Belgien \| Soudal Quick-Step \| 3 h 28 min 52 s \| \| 2. \| Jonathan Milan \| Italien \| Lidl-Trek \| + 0 s \| \| 3. \| Arnaud De Lie \| Belgien \| Lotto \| + 0 s \| \| 4. \| Pavel Bittner \| Tschechien \| Team Picnic-PostNL \| + 0 s \| \| 5. \| Paul Penhoët \| Frankreich \| Groupama-FDJ \| + 0 s \| \| 6. \| Biniam Girmay \| Eritrea \| Intermarché-Wanty \| + 0 s \| \| 7. \| Phil Bauhaus \| Deutschland \| Bahrain Victorious \| + 0 s \| \| 8. \| Jordi Meeus \| Belgien \| Red Bull-Bora-Hansgrohe \| + 0 s \| \| 9. \| Stian Edvardsen-Fredheim \| Norwegen \| Uno-X Mobility \| + 0 s \| \| 10. \| Kaden Groves \| Australien \| Alpecin-Deceuninck \| + 0 s \| |                          |             |                         |                 |
| |                          |             |                         |                 |
| Quellen: ProCyclingStats Cycling Quotient |                          |             |                         |                 |
| Etappenergebnis |                          |             |                         |                 |
| Fahrer | Fahrer                   | Land        | Team                    | Zeit            |
| 1. | Tim Merlier              | Belgien     | Soudal Quick-Step       | 3 h 28 min 52 s |
| 2. | Jonathan Milan           | Italien     | Lidl-Trek               | + 0 s           |
| 3. | Arnaud De Lie            | Belgien     | Lotto                   | + 0 s           |
| 4. | Pavel Bittner            | Tschechien  | Team Picnic-PostNL      | + 0 s           |
| 5. | Paul Penhoët             | Frankreich  | Groupama-FDJ            | + 0 s           |
| 6. | Biniam Girmay            | Eritrea     | Intermarché-Wanty       | + 0 s           |
| 7. | Phil Bauhaus             | Deutschland | Bahrain Victorious      | + 0 s           |
| 8. | Jordi Meeus              | Belgien     | Red Bull-Bora-Hansgrohe | + 0 s           |
| 9. | Stian Edvardsen-Fredheim | Norwegen    | Uno-X Mobility          | + 0 s           |
| 10. | Kaden Groves             | Australien  | Alpecin-Deceuninck      | + 0 s           |

## Gesamtstände
| \| Gesamtwertung \| Gesamtwertung \| Gesamtwertung \| Gesamtwertung \| Gesamtwertung \| \| Fahrer \| Fahrer \| Land \| Team \| Zeit \| \| ------------- \| -------------------- \| ---------------------- \| -------------------------- \| ---------------- \| \| 1. \| Tadej Pogačar \| Slowenien \| UAE Team Emirates XRG \| 33 h 17 min 22 s \| \| 2. \| Remco Evenepoel \| Belgien \| Soudal Quick-Step \| + 54 s \| \| 3. \| Kévin Vauquelin \| Frankreich \| Arkéa-B&B Hotels \| + 1 min 11 s \| \| 4. \| Jonas Vingegaard \| Dänemark \| Team Visma \\| Lease a Bike \| + 1 min 17 s \| \| 5. \| Matteo Jorgenson \| Vereinigte Staaten \| Team Visma \\| Lease a Bike \| + 1 min 34 s \| \| 6. \| Mathieu van der Poel \| Niederlande \| Alpecin-Deceuninck \| + 1 min 46 s \| \| 7. \| Oscar Onley \| Vereinigtes Königreich \| Team Picnic-PostNL \| + 2 min 49 s \| \| 8. \| Florian Lipowitz \| Deutschland \| Red Bull-Bora-Hansgrohe \| + 3 min 02 s \| \| 9. \| Primož Roglič \| Slowenien \| Red Bull-Bora-Hansgrohe \| + 3 min 06 s \| \| 10. \| Mattias Skjelmose \| Dänemark \| Lidl-Trek \| + 3 min 43 s \| |                      |                        |                            |                  |
| |                      |                        |                            |                  |
| Quellen: ProCyclingStats Cycling Quotient |                      |                        |                            |                  |
| Gesamtwertung |                      |                        |                            |                  |
| Fahrer | Fahrer               | Land                   | Team                       | Zeit             |
| 1. | Tadej Pogačar        | Slowenien              | UAE Team Emirates XRG      | 33 h 17 min 22 s |
| 2. | Remco Evenepoel      | Belgien                | Soudal Quick-Step          | + 54 s           |
| 3. | Kévin Vauquelin      | Frankreich             | Arkéa-B&B Hotels           | + 1 min 11 s     |
| 4. | Jonas Vingegaard     | Dänemark               | Team Visma \| Lease a Bike | + 1 min 17 s     |
| 5. | Matteo Jorgenson     | Vereinigte Staaten     | Team Visma \| Lease a Bike | + 1 min 34 s     |
| 6. | Mathieu van der Poel | Niederlande            | Alpecin-Deceuninck         | + 1 min 46 s     |
| 7. | Oscar Onley          | Vereinigtes Königreich | Team Picnic-PostNL         | + 2 min 49 s     |
| 8. | Florian Lipowitz     | Deutschland            | Red Bull-Bora-Hansgrohe    | + 3 min 02 s     |
| 9. | Primož Roglič        | Slowenien              | Red Bull-Bora-Hansgrohe    | + 3 min 06 s     |
| 10. | Mattias Skjelmose    | Dänemark               | Lidl-Trek                  | + 3 min 43 s     |

| Punktewertung | Punktewertung        | Punktewertung          | Punktewertung              | Punktewertung |
| Fahrer        | Fahrer               | Land                   | Team                       | Punkte        |
| ------------- | -------------------- | ---------------------- | -------------------------- | ------------- |
| 1.            | Jonathan Milan       | Italien                | Lidl-Trek                  | 227 P.        |
| 2.            | Tadej Pogačar        | Slowenien              | UAE Team Emirates XRG      | 156 P.        |
| 3.            | Biniam Girmay        | Eritrea                | Intermarché-Wanty          | 151 P.        |
| 4.            | Tim Merlier          | Belgien                | Soudal Quick-Step          | 150 P.        |
| 5.            | Mathieu van der Poel | Niederlande            | Alpecin-Deceuninck         | 128 P.        |
| 6.            | Anthony Turgis       | Frankreich             | Team TotalEnergies         | 106 P.        |
| 7.            | Jonas Vingegaard     | Dänemark               | Team Visma \| Lease a Bike | 80 P.         |
| 8.            | Kaden Groves         | Australien             | Alpecin-Deceuninck         | 67 P.         |
| 9.            | Remco Evenepoel      | Belgien                | Soudal Quick-Step          | 56 P.         |
| 10.           | Oscar Onley          | Vereinigtes Königreich | Team Picnic-PostNL         | 56 P.         |

| Bergwertung | Bergwertung      | Bergwertung        | Bergwertung                | Bergwertung |
| Fahrer      | Fahrer           | Land               | Team                       | Punkte      |
| ----------- | ---------------- | ------------------ | -------------------------- | ----------- |
| 1.          | Tim Wellens      | Belgien            | UAE Team Emirates XRG      | 8 P.        |
| 2.          | Tadej Pogačar    | Slowenien          | UAE Team Emirates XRG      | 7 P.        |
| 3.          | Ben Healy        | Irland             | EF Education-EasyPost      | 4 P.        |
| 4.          | Jonas Vingegaard | Dänemark           | Team Visma \| Lease a Bike | 4 P.        |
| 5.          | Ewen Costiou     | Frankreich         | Arkéa-B&B Hotels           | 3 P.        |
| 6.          | Michael Storer   | Australien         | Tudor Pro Cycling Team     | 3 P.        |
| 7.          | Quinn Simmons    | Vereinigte Staaten | Lidl-Trek                  | 2 P.        |
| 8.          | Lenny Martinez   | Frankreich         | Bahrain Victorious         | 2 P.        |
| 9.          | Benjamin Thomas  | Frankreich         | Cofidis                    | 2 P.        |
| 10.         | Kévin Vauquelin  | Frankreich         | Arkéa-B&B Hotels           | 1 P.        |

| Nachwuchswertung | Nachwuchswertung  | Nachwuchswertung       | Nachwuchswertung        | Nachwuchswertung |
| Fahrer           | Fahrer            | Land                   | Team                    | Zeit             |
| ---------------- | ----------------- | ---------------------- | ----------------------- | ---------------- |
| 1.               | Remco Evenepoel   | Belgien                | Soudal Quick-Step       | 33 h 18 min 16 s |
| 2.               | Kévin Vauquelin   | Frankreich             | Arkéa-B&B Hotels        | + 17 s           |
| 3.               | Oscar Onley       | Vereinigtes Königreich | Team Picnic-PostNL      | + 1 min 55 s     |
| 4.               | Florian Lipowitz  | Deutschland            | Red Bull-Bora-Hansgrohe | + 2 min 08 s     |
| 5.               | Mattias Skjelmose | Dänemark               | Lidl-Trek               | + 2 min 49 s     |
| 6.               | Ben Healy         | Irland                 | EF Education-EasyPost   | + 3 min 01 s     |
| 7.               | Carlos Rodríguez  | Spanien                | Ineos Grenadiers        | + 3 min 57 s     |
| 8.               | Romain Grégoire   | Frankreich             | Groupama-FDJ            | + 10 min 15 s    |
| 9.               | Jenno Berckmoes   | Belgien                | Lotto                   | + 10 min 46 s    |
| 10.              | Axel Laurance     | Frankreich             | Ineos Grenadiers        | + 18 min 44 s    |

| Mannschaftswertung | Mannschaftswertung              | Mannschaftswertung           | Mannschaftswertung |
| Team               | Team                            | Land                         | Zeit               |
| ------------------ | ------------------------------- | ---------------------------- | ------------------ |
| 1.                 | Team Visma \| Lease a Bike      | Niederlande                  | 99 h 56 min 32 s   |
| 2.                 | UAE Team Emirates XRG           | Vereinigte Arabische Emirate | + 7 min 53 s       |
| 3.                 | Groupama-FDJ                    | Frankreich                   | + 13 min 07 s      |
| 4.                 | Arkéa-B&B Hotels                | Frankreich                   | + 14 min 17 s      |
| 5.                 | Decathlon AG2R La Mondiale Team | Frankreich                   | + 16 min 37 s      |
| 6.                 | Red Bull-BORA-hansgrohe         | Deutschland                  | + 20 min 36 s      |
| 7.                 | Ineos Grenadiers                | Vereinigtes Königreich       | + 23 min 42 s      |
| 8.                 | EF Education-EasyPost           | Vereinigte Staaten           | + 26 min 16 s      |
| 9.                 | Team TotalEnergies              | Frankreich                   | + 28 min 06 s      |
| 10.                | Team Picnic-PostNL              | Niederlande                  | + 28 min 20 s      |

## Ausgeschiedene Fahrer
- João Almeida (UAE Team Emirates-XRG): wegen Rippenbruch und weiteren Verletzungen, die er sich beim Sturz auf der 7. Etappe zuzog, während der Etappe aufgegeben[2][3]